# Raw Silk Uncut Wood
Raw Silk Uncut Wood – minialbum amerykańskiej kompozytorki Laurel Halo, wydany 13 lipca 2018 roku we Francji nakładem wytwórni Latency jako płyta winylowa 12" oraz digital download (6 plików FLAC).

## Album

### Historia i muzyka
13 czerwca 2018 roku Laurel Halo zapowiedziała wydanie nowej, złożonej z 6 utworów plyty Raw Silk Uncut Wood, którą nazwała „mini albumem”. Według informacji prasowej wydawnictwo zostało częściowo zainspirowane pracą Halo nad filmem dokumentalnym Possessed oraz tłumaczeniem Ursuli Le Guin dzieła Daodejing.
Zwiastunem płyty był 10-minutowy, instrumentalny utwór tytułowy, zbudowany na podkładach syntezatora, wiolonczeli i dźwięków o wysokiej częstotliwości. Od strony muzycznej Raw Silk Uncut Wood jest odejściem od eksperymentalnego popu i powrotem do abstrakcyjnych kompozycji, zrealizowanych przez Halo dla takich wytwórni, jak NNA Tapes i RVNG Intl.

### Tytuł
Tytuł wydawnictwa nawiązuje do sentencji „What works reliably is to know the raw silk, hold the uncut wood”, zaczerpniętego z dzieła Daodejing w tłumaczeniu Ursuli Le Guin.

### Lista utworów
Lista i opis według Discogs i Latency.fr:
| A1. | Raw Silk Uncut Wood | 10:00 |
|     |                     |       |
| A2. | Mercury             | 03:57 |
|     |                     |       |
| A3. | Quietude            | 02:32 |
|     |                     |       |
| B1. | The Sick Mind       | 04:24 |
|     |                     |       |
| B2. | Supine              | 1:28  |
|     |                     |       |
| B3. | Nahbarkeit          | 10:08 |
|     |                     |       |
|     |                     | 32:29 |
|     |                     |       |
- Laurel Halo – muzyka
- Oliver Coates – wiolonczela (A1, B3)
- Eli Keszler – instrumenty perkusyjne (A2, B3)
- ilustracja na okładce – obraz olejny Prince S pędzla Jill Mulleady (2017)

## Odbiór

### Opinie krytyków
| Oceny łączne      | Oceny łączne |
| Publikacja        | Ocena        |
| ----------------- | ------------ |
| Album of the Year | 81/100       |
| AnyDecentMusic?   | 7.7/10       |
| Metacritic        | 84/100       |
| Recenzje          |              |
| Publikacja        | Ocena        |
| The Arts Desk     | [ 8 ]        |
| laut.de           | [ 9 ]        |
| NME               | [ 10 ]       |
| Pitchfork         | 8.0/10       |
| PopMatters        | 8/10         |
| Tiny Mix Tapes    | [ 13 ]       |

Album otrzymał średnią ocenę 84 na 100 z komentarzem „powszechne uznanie” na podstawie 7 recenzji krytycznych w podsumowaniu Metacritic, 81 na 100 na podstawie 7 recenzji w zestawieniu Album of the Year oraz 7.7/10 na podstawie 6 recenzji w zestawieniu AnyDecentMusic?.
Według Niny Posner z Resident Advisor minialbum Halo współpracując z Eli Keszlerem i Oliverem Coatesem „tworzy ekspansywne środowisko, które w najważniejszych momentach wydaje się pozbawione indywidualnych tekstur, ponieważ dźwięki mieszają się ze sobą, aż otoczą słuchacza”.
Podobnego zdania jest Hans Kim z magazynu PopMatters: „Halo kontynuuje swoją ciągle ewoluującą, estetyczną podróż na nowe terytorium surowych dźwięków i nieoszlifowanych kompozycji, do czego nawiązuje inspirowany Daodejing tytuł albumu. Jej typowo syntetyczne produkcje są uzupełnione organicznymi teksturami, współdziałającymi z wiolonczelistą Oliverem Coatesem i perkusjonistą Elim Keszlerem.
Kolejnym recenzentem idącym tym tropem jest Maximilian Fritz z laut.de, zdaniem którego „Estetykę sześciu utworów można wytłumaczyć ostatnią pracą Halo jako autorki ścieżek dźwiękowych: w styczniu stworzyła ścieżkę dźwiękową do krytycznego wobec technologii eseju filmowego Possessed. Zamiast tekstów, niestabilnych bitów i okazjonalnych elementów popowych, dominuje mieszanka dźwięków, którą najlepiej sklasyfikować jako ambient”. Jako drugie główne źródło inspiracji i tytułu wydawnictwa wskazuje on fragment cytatu z Daodejing. „Wraz z Raw Silk Uncut Wood, Laurel Halo prezentuje udany eksperymentalny LP, który obejmuje również szeroki zakres nastrojów w krótkim 30-minutowym czasie gry. Fakt, że ambientowy album, który realizuje koncepcję ścieżki dźwiękowej bez towarzyszącego filmu, raczej nie znajdzie szerokiego grona odbiorców, nie powinien mieć znaczenia dla berlińskiej artystki z wyboru, biorąc pod uwagę jej samorealizację” – konstatuje autor.
„Raw Silk to kolekcja wyludnionych krajobrazów, dziewiczych i spokojnych w swojej pustce” – ocenia Sasha Geffen z magazynu Pitchfork nazywajac najnowsze wydawnictwo Halo jej „najbardziej ambientową i najbardziej linearną płytą do tej pory”, która „pływa w tajemniczych elektroakustycznych teksturach, co oznacza to odejście od jej zwykłego stylu ciernistej, wymagającej wysiłku intelektualnego kompozycji elektronicznej”.
Według Joego Muggsa z The Arts Desk Halo „biorąc za podstawę dźwięki wiolonczelisty Olivera Coatesa i perkusjonisty Eli Keszlera, wśród bardziej nieokreślonych dźwięków, jest całkowicie zdeterminowana w każdym utworze. Ta krótka płyta zaczyna się i kończy dłuższymi, bardziej harmonicznymi utworami dronowymi, podczas gdy cztery krótkie utwory, które składają się na jej środek, trzepoczą i drgają improwizowaną perkusją ('Mercury'), powtarzającymi się nutami fortepianu ('Quietude' i 'The Sick Mind') i trzaskami elektrycznymi ('Supine'). Jest to muzyka, która porywa, nigdy nie uśmiercając umysłu”. W jego ocenie Raw Silk jest „niewielkim, ale doskonale uformowanym przykładem stanu sztuki ambientowej”.
„Po zdefiniowaniu swojego charakterystycznego brzmienia na Dust, Halo postanowiła pogmatwać jeszcze jedno - być może wskazując, że jej muzyka jest przecież tak figlarna, jak jej wizerunek” – twierdzi Jordan Bassett z magazynu NME.

### Wyróżnienia
| Publikacja        | Wyróżnienie                      | Miejsce    |
| The A.V. Club     | Best Electronic Albums of 2018   | nie podane |
| The Vinyl Factory | 50 favourite albums of 2018      | 20         |
| The Wire          | Top 50 Albums of 2018            | 33         |
| Tiny Mix Tapes    | 2018: Favorite 50 Music Releases | 33         |